# Mehmet Rıza Beğ
Mehmet Rıza Beğ était le kalantar d'Erevan et l'intendant du gouverneur de la province d'Erevan qui fut choisi par le Chah de Perse Hussein 1er en 1714 pour le représenter auprès du roi de France Louis XIV, notamment lors de la signature du Traité de commerce et d'amitié entre la France et la Perse. 
Son voyage vers la France, en compagnie de l'Arménien Hagopdjan de Deritchan, désigné pour l'accompagner, fut une véritable épopée. Il proposera une action militaire contre Oman.

## Biographie
Il est vaguement évoqué dans les Lettres Persanes de Montesquieu. Il était Kalender, c'est-à-dire percepteur d'împots, pour le compte du gouvernement d'Erevan, et régulièrement muni par le roi de Perse de lettre de créance. Arrivé à Marseille le 23 octobre 1714, il arriva à Paris le 7 février 1715 et fut reçu par Louis XIV à Versailles le 19 février.
Il est décrit par le curé Claude Bougrain comme « un personnage imbu de lui-même, coléreux et peu diplomate ». Il avait en outre une certaine réputation d'extravagance. Son irritabilité et son étrangeté firent douter de son caractère officiel.
On attendait avec curiosité les présents de cet ambassadeur mais à la stupéfaction générale, on ne trouva dans le coffre qu'il avait apporté à Versailles que "cent six petites perles, deux cent quatre-vingts turquoises et deux boîtes d'or remplies de baume de Mumie". À l'époque, cet onguent avait, en Perse, la réputation de guérir les blessures et conservait la santé et la vigueur. Aussi bien, Mehmet Riza Beğ était convaincu que son maître avait envoyé au roi de France des présents de grande valeur. Il soutint seul son opinion face à la Cour indignée qui considérait ces biens comme trop insuffisants pour leur roi. On pensa même que ce ne pouvait être que l'ambassadeur qui avait fait preuve de ladrerie, et non pas le Chah.
Mehmet Riza Beğ s'embarqua au Havre le 12 septembre 1715 et regagna la Perse par la Moscovie. Il touchait Erevan en mai 1717. Terrifié par le retard qu'il avait mis pour rendre compte de sa mission et par la perte de presque tous les présents du roi de France qu'il avait vendus en route, il s'empoisonna.